# گامبوس
گامبوس (به لاتین: Gambos) یک منطقهٔ مسکونی در آنگولا است که در استان اوئیلا واقع شده‌است. گامبوس ۸٬۱۲۴ کیلومتر مربع مساحت و ۷۹٬۴۶۲ نفر جمعیت دارد.